# Santa María de Barcelona
La Santa María de Barcelona, botada en 1950, fue una réplica de la carabela Santa María, el mayor de los tres barcos empleados por Cristóbal Colón en su primer viaje al Nuevo Mundo en 1492.

## Historia
Fue conocida también como la carabela del puerto, la carabela de Colón o simplemente como la carabela, aunque en realidad era un barco del tipo «nao». La Santa María flotó en el Puerto de Barcelona durante muchos años, a pesar de ser una réplica muy poco fiel de la Santa María de Colón. Se construyó para hacer la película Alba de América (1951), respuesta triunfalista del régimen franquista a la película estadounidense Christopher Columbus (1949), considerada entonces como un «insulto a la hispanidad». La nao también fue usada en otras dos películas.
La carabela estaba amarrada en el Moll de la fusta del Puerto Viejo, al final de la Rambla. Se encontraba cerca del monumento a Colón, donde ahora comienza la pasarela que va hacia el Maremagnum. Convertida en atracción turística, había que pagar por visitarla. A su lado permaneció amarrado otro barco hasta mediados de los 1970, el Rubia, un junco chino que había hecho la travesía Hong Kong - Barcelona) en 1959.
La Santa María siguió en el puerto durante varios años más hasta mayo de 1990, cuando sufrió dos incendios provocados por militantes de Terra Lliure, que la veían como un símbolo de españolidad. A partir de estos hechos y debido a que «no hacía mucha gracia a los políticos locales ante la proximidad de los juegos olímpicos», la Diputación de Barcelona, que era la propietaria, decidió retirarla del Puerto de Barcelona. La Diputación consideraba que su nulo valor patrimonial no justificaba de ninguna manera los elevados costes de la reparación y decidió hundirla en el Maresme, frente al faro de Calella.
En 1991 fue construida en Barcelona una nueva réplica que, tripulada por un multimillonario japonés, Haruki Kadokawa, llegó a Japón el 28 de abril de 1992, donde está expuesta en una exhibición al aire libre del Museo Marítimo de Kobe, que debido a sus orígenes también podría ser llamada la Santa María de Barcelona.

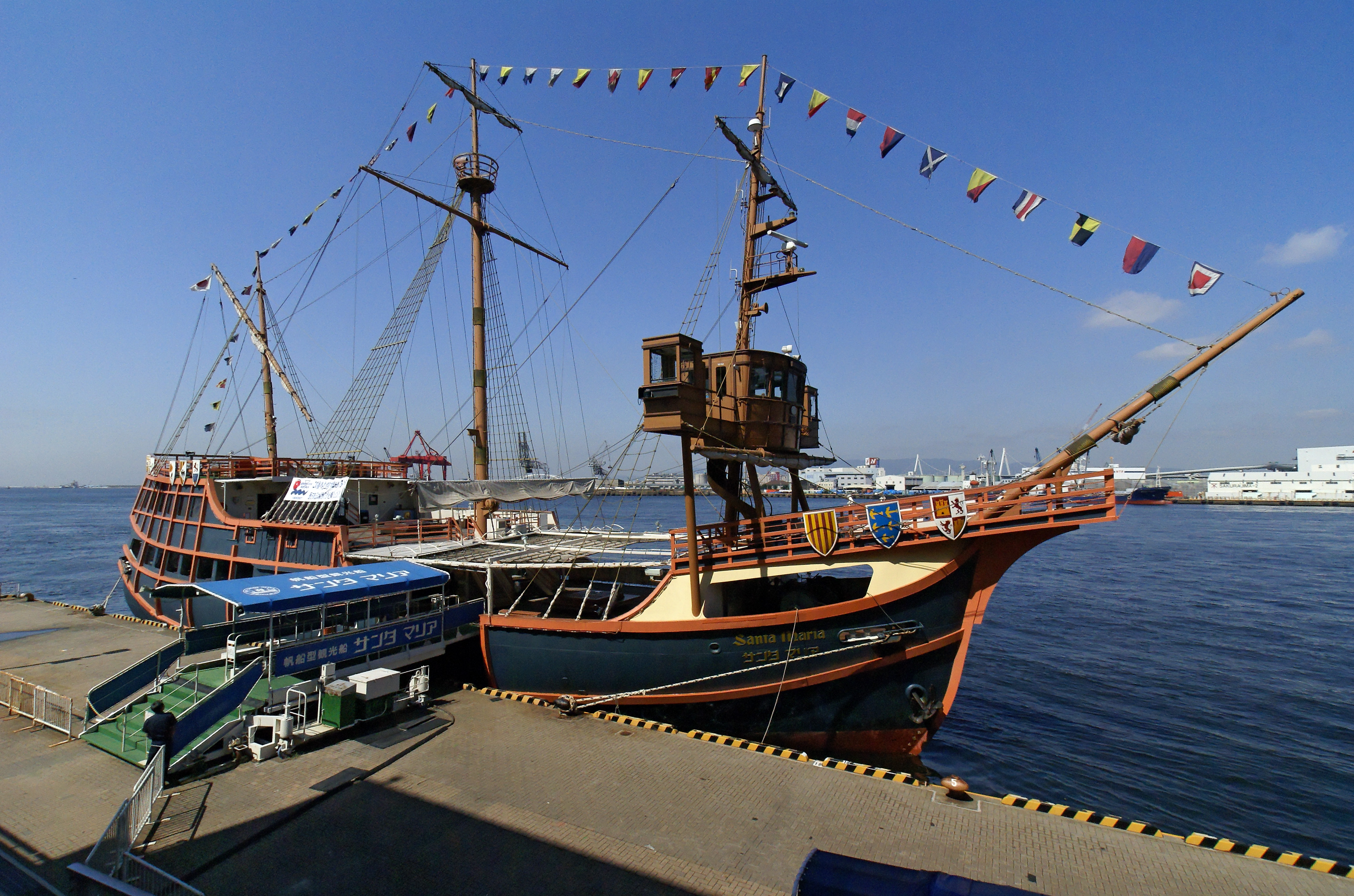
Reproducción de la Santa María en Osaka, construida en 1991.